# Wim Duisenberg
Willem Frederik Duisenberg, detto Wim (Heerenveen, 9 luglio 1935 – Faucon, 31 luglio 2005), è stato un banchiere, politico ed economista olandese.
È stato colui che pilotò – come primo presidente della Banca centrale europea (BCE) – l'entrata in vigore dell'Euro, la moneta europea.
In qualità di primo governatore della BCE scelse i primi tagli di euro emessi che portano la sua firma.
Inizialmente keynesiano convinto, Duisenberg rivide leggermente nel corso della sua carriera di banchiere ed uomo politico le proprie vedute in materia economico-finanziaria.

## Biografia

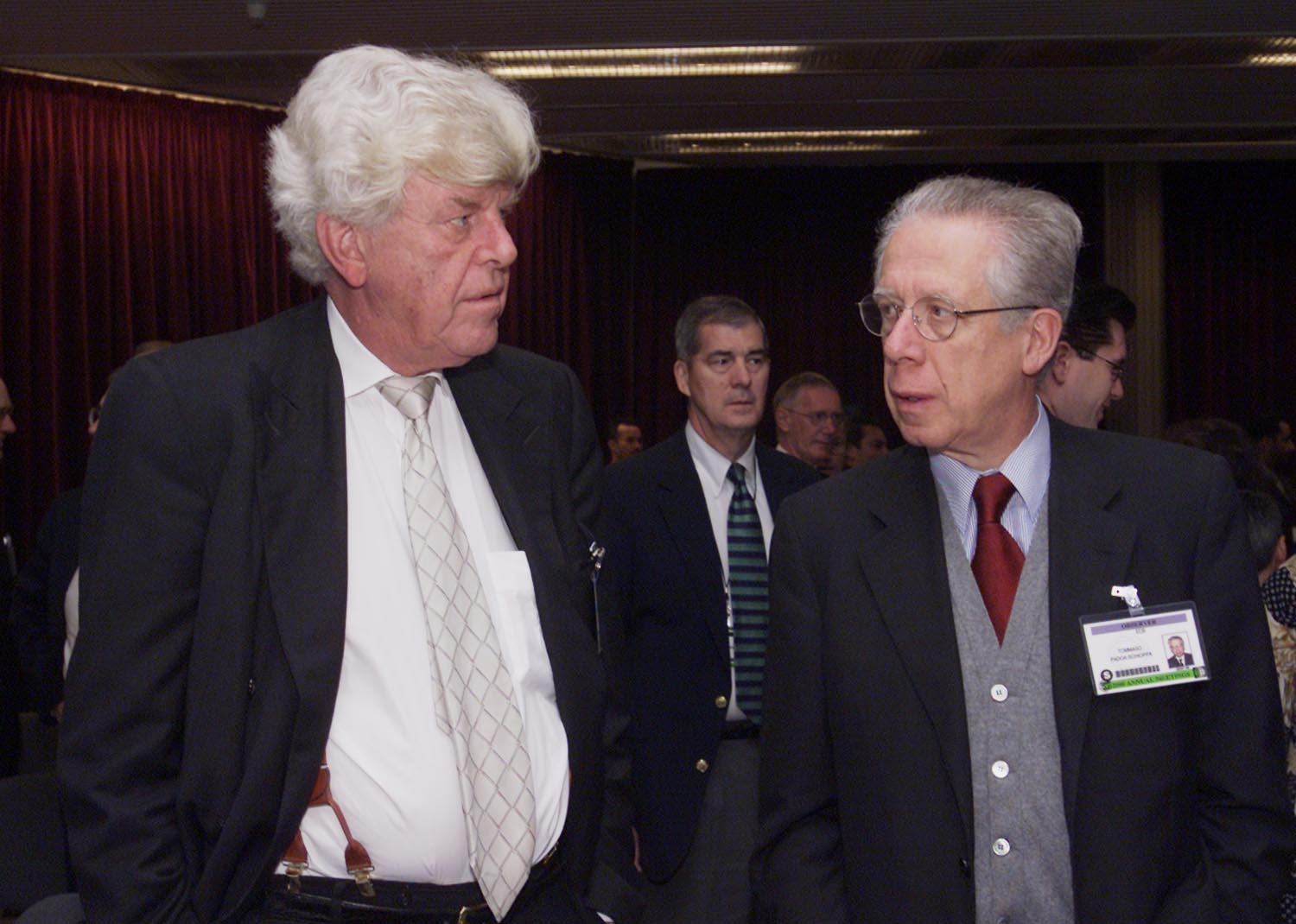
Wim Duisenberg e Tommaso Padoa-Schioppa nel 2000

Duisenberg, laureatosi in economia all'Università di Groninga nel '61 all'età di ventisei anni, ottenne quindi, nel 1965, il dottorato. Nello stesso anno cominciò a lavorare per la divisione europea del Fondo Monetario Internazionale, dove rimase poi per quattro anni.
Alla fine di questa esperienza Duisenberg venne nominato consigliere del direttore della Banca dei Paesi Bassi, posto che lascerà solo un anno dopo per quello di professore di macroeconomia all'Università di Amsterdam. Nel 1973 giunse la nomina a Ministro delle finanze dei Paesi Bassi del governo Partito del Lavoro olandese guidato da Joop den Uyl, carica che ricoprirà fino alla caduta del governo, nel 1977.
Venne eletto parlamentare, ma ricoprì questo ruolo per breve tempo per diventare vicepresidente della Rabobank, una banca privata olandese. Nel 1979 venne nominato direttore della Banca dei Paesi Bassi, istituto del quale manterrà poi la presidenza dal 1982 al 1997.
La sua direzione della Nederlandsche Bank fu contrassegnata dalla cautela. Sotto la sua guida il Fiorino olandese fu connesso al Marco tedesco, portando benefici all'economia dei Paesi Bassi, grazie alla forza della valuta tedesca. Seguì inoltre da vicino le politiche tedesche sui tassi di interesse, guadagnandosi il soprannome di "Signor Quindici Minuti" adeguandosi velocemente alle decisioni dei colleghi tedeschi.
Dal gennaio 1994 ricoprì l'incarico di presidente della Banca dei Regolamenti Internazionali; nel giugno 1997 fu sostituito da Fons Verplaetse.
Grazie ai successi ottenuti dalle sue politiche monetarie divenne conosciuto negli altri paesi europei, fino ad essere nominato, nel 1998, primo presidente della neonata Banca Centrale Europea. La decisione non fu tuttavia gradita dai francesi che desideravano l'elezione di un candidato francese. Si giunse ad un accordo, ufficialmente negato da tutte le parti in causa, garantendo a Jean-Claude Trichet, al momento direttore dalla Banque de France, la successione al banchiere olandese.
Ricoprì la carica di presidente della BCE dal 1º giugno 1998 al 31 ottobre 2003. Dopo aver annunciato, il 7 febbraio 2002, che si sarebbe dimesso in occasione del suo sessantottesimo compleanno (il 9 luglio 2003) rimase però in carica ancora alcuni mesi, in attesa della nomina del suo successore, Jean-Claude Trichet, che prese il suo posto il 1º novembre 2003, dopo essere stato finalmente assolto da tutte le accuse nei suoi confronti riguardo al caso del fallimento del Crédit Lyonnais.
Duisenberg fu sposato con l'attivista politica Gretta Duisenberg, la cui proposta di una raccolta di sei milioni di firme per fermare le politiche israeliane nei territori occupati palestinesi creò un certo scandalo a causa della probabile allusione al numero di vittime ebree dell'Olocausto.
La sua morte avvenne in circostanze drammatiche: il 31 luglio 2005 fu ritrovato annegato — come conseguenza di un precedente malore cardiaco – nella piscina della sua villa di Faucon, vicino ad Orange nel sud della Francia, dove si trovava in vacanza.